# Eishockey-Weltmeisterschaft der U18-Junioren 2015
Die 17. Eishockey-Weltmeisterschaften der U18-Junioren der Internationalen Eishockey-Föderation IIHF waren die Eishockey-Weltmeisterschaften des Jahres 2015 in der Altersklasse der Unter-Achtzehnjährigen (U18). Insgesamt nahmen zwischen dem 15. März und 26. April 2015 43 Nationalmannschaften an den sieben Turnieren der Top-Division sowie der Divisionen I bis III teil.
Der Weltmeister wurde zum neunten Mal insgesamt die US-amerikanische Mannschaft, die Finnland im Finale mit 2:1 nach Verlängerung bezwingen konnte und damit ihren Titel verteidigte. Es war der sechste Titelgewinn der Amerikaner in den zurückliegenden sieben Jahren und der achte einer nordamerikanischen Nation in Folge. Den dritten Rang belegte die kanadische Auswahl. Die deutsche Mannschaft unterlag in der Abstiegsrunde dem lettischen Team und musste durch den zehnten Gesamtrang den Gang in die Gruppe A der Division I antreten. Das Schweizer Team beendete das Turnier auf dem vierten Rang und verpasste damit den ersten Medaillengewinn seit der Weltmeisterschaft 2001 nur knapp. Österreich erreichte in der Gruppe B der Division I den ersten Rang und stieg damit in die A-Gruppe auf.

## Teilnehmer, Austragungsorte und -zeiträume
- Top-Division: 16. bis 26. April 2015 in Zug und Luzern, Schweiz
Teilnehmer:  Deutschland,  Finnland,  Kanada,  Lettland (Aufsteiger),  Russland,  Schweden,  Schweiz,  Slowakei,  Tschechien,  USA (Titelverteidiger)

- Division I
  - Gruppe A: 12. bis 18. April 2015 in Debrecen, Ungarn
Teilnehmer:  Belarus,  Dänemark (Absteiger),  Frankreich,  Kasachstan,  Norwegen,  Ungarn (Aufsteiger)
  - Gruppe B: 12. bis 18. April 2015 in Maribor, Slowenien
Teilnehmer:  Italien (Absteiger),  Japan,  Litauen (Aufsteiger),  Österreich,  Slowenien,  Ukraine

- Division II
  - Gruppe A: 22. bis 28. März 2015 in Tallinn, Estland
Teilnehmer:  Estland (Aufsteiger),  Großbritannien,  Kroatien,  Niederlande,  Polen (Absteiger),  Südkorea
  - Gruppe B: 15. bis 23. März 2015 in Novi Sad, Serbien
Teilnehmer:  Australien (Aufsteiger),  Belgien,  Volksrepublik China,  Rumänien (Absteiger),  Serbien,  Spanien

- Division III:
  - Gruppe A: 22. bis 28. März 2015 in Taipeh, Republik China (Taiwan)
Teilnehmer:  Bulgarien,  Republik China (Taiwan),  Island (Absteiger),  Israel,  Mexiko,  Südafrika (Aufsteiger)
  - Gruppe B: 17. bis 19. März 2015 in Auckland, Neuseeland
Teilnehmer:  Hongkong,  Neuseeland (Absteiger),  Türkei

## Top-Division
Die U18-Weltmeisterschaft wurde vom 16. bis zum 26. April 2015 in den Schweizer Städten Zug und Luzern ausgetragen. Gespielt wurde in der Bossard Arena (7.015 Plätze) in Zug – während des Turniers als Arena Zug firmierend – sowie in der Swiss-Life Arena mit 5.400 Plätzen in Luzern, die im Rahmen des Turniers in Arena Luzern umbenannt wurde.
Am Turnier nahmen zehn Nationalmannschaften teil, die in zwei Gruppen zu je fünf Teams spielten. Dabei setzten sich die beiden Gruppen nach den Platzierungen der Nationalmannschaften bei der Weltmeisterschaft 2014 nach folgendem Schlüssel zusammen:
| Gruppe A        | Gruppe B       |
| USA (1)         | Tschechien (2) |
| Schweden (4)    | Kanada (3)     |
| Russland (5)    | Finnland (6)   |
| Slowakei (8)    | Schweiz (7)    |
| Deutschland (9) | Lettland (11)  |

### Modus
Bereits für die Weltmeisterschaft 2013 wurde ein neuer Spielmodus beschlossen. Nach den Gruppenspielen der Vorrunde qualifizierten sich die vier Gruppenbesten für das Viertelfinale. Die beiden Fünften der Gruppenspiele bestritten die Abstiegsrunde im Modus „Best-of-Three“ und ermittelten dabei einen Absteiger in die Division IA. Die Platzierungsspiele um Platz sieben und fünf entfielen weiterhin.

### Austragungsorte
| Zug |

| Luzern |

| Zug |

| Luzern |

### Vorrunde

#### Gruppe A
| 16. April 2015 14:45 Uhr (Ortszeit) | Schweden | 1:3 (0:0, 0:1, 1:2) Spielbericht | Slowakei | Arena Luzern, Luzern Zuschauer: 460 |

| 16. April 2015 18:45 Uhr | Russland | 3:1 (0:1, 2:0, 1:0) Spielbericht | USA | Arena Luzern, Luzern Zuschauer: 925 |

| 17. April 2015 14:45 Uhr | Slowakei | 0:10 (0:4, 0:6, 0:0) Spielbericht | USA | Arena Luzern, Luzern Zuschauer: 290 |

| 17. April 2015 18:45 Uhr | Russland | 6:0 (2:0, 3:0, 1:0) Spielbericht | Deutschland | Arena Luzern, Luzern Zuschauer: 362 |

| 18. April 2015 17:00 Uhr | Deutschland | 1:7 (0:1, 0:5, 1:1) Spielbericht | Schweden | Arena Luzern, Luzern Zuschauer: 532 |

| 19. April 2015 13:00 Uhr | Slowakei | 2:4 (1:2, 0:1, 1:1) Spielbericht | Russland | Arena Luzern, Luzern Zuschauer: 660 |

| 19. April 2015 17:00 Uhr | USA | 6:4 (1:1, 2:2, 3:1) Spielbericht | Schweden | Arena Luzern, Luzern Zuschauer: 1.222 |

| 20. April 2015 18:45 Uhr | Deutschland | 3:4 n. P. (1:0, 1:1, 1:2, 0:0, 0:1) Spielbericht | Slowakei | Arena Luzern, Luzern Zuschauer: 332 |

| 21. April 2015 14:45 Uhr | USA | 13:1 (4:0, 5:1, 4:0) Spielbericht | Deutschland | Arena Luzern, Luzern Zuschauer: 317 |

| 21. April 2015 18:45 Uhr | Schweden | 4:7 (2:1, 1:2, 1:4) Spielbericht | Russland | Arena Luzern, Luzern Zuschauer: 317 |

| Pl. |             | Sp | S | OTS | OTN | N | Tore  | Punkte |
| 1.  | Russland    | 4  | 4 | 0   | 0   | 0 | 20:7  | 12     |
| 2.  | USA         | 4  | 3 | 0   | 0   | 1 | 30:8  | 9      |
| 3.  | Slowakei    | 4  | 1 | 1   | 0   | 2 | 9:18  | 5      |
| 4.  | Schweden    | 4  | 1 | 0   | 0   | 3 | 16:17 | 3      |
| 5.  | Deutschland | 4  | 0 | 0   | 1   | 3 | 5:30  | 1      |

Abkürzungen: Pl. = Platz, Sp = Spiele, S = Siege, OTS = Siege nach Verlängerung (Overtime) oder Penaltyschießen, OTN = Niederlagen nach Verlängerung oder Penaltyschießen, N = Niederlagen

Erläuterungen: Viertelfinalqualifikant, Abstiegsrundenqualifikant

#### Gruppe B
| 16. April 2015 15:45 Uhr (Ortszeit) | Kanada | 11:3 (2:3, 6:0, 3:0) Spielbericht | Lettland | Arena Zug, Zug Zuschauer: 170 |

| 16. April 2015 19:45 Uhr | Finnland | 6:1 (1:1, 3:0, 2:0) Spielbericht | Tschechien | Arena Zug, Zug Zuschauer: 315 |

| 17. April 2015 15:45 Uhr | Lettland | 1:4 (0:1, 1:1, 0:2) Spielbericht | Tschechien | Arena Zug, Zug Zuschauer: 721 |

| 17. April 2015 19:45 Uhr | Finnland | 3:1 (1:1, 1:0, 1:0) Spielbericht | Schweiz | Arena Zug, Zug Zuschauer: 3.370 |

| 18. April 2015 18:45 Uhr | Schweiz | 1:4 (0:1, 1:2, 0:1) Spielbericht | Kanada | Arena Zug, Zug Zuschauer: 5.277 |

| 19. April 2015 14:45 Uhr | Lettland | 1:3 (1:0, 0:2, 0:1) Spielbericht | Finnland | Arena Zug, Zug Zuschauer: 363 |

| 19. April 2015 18:45 Uhr | Tschechien | 2:3 (1:1, 1:1, 0:1) Spielbericht | Kanada | Arena Zug, Zug Zuschauer: 749 |

| 20. April 2015 19:45 Uhr | Schweiz | 3:2 n. V. (0:0, 1:1, 1:1, 1:0) Spielbericht | Lettland | Arena Zug, Zug Zuschauer: 2.561 |

| 21. April 2015 15:45 Uhr | Kanada | 3:2 (0:2, 3:0, 0:0) Spielbericht | Finnland | Arena Zug, Zug Zuschauer: 1.133 |

| 21. April 2015 19:45 Uhr | Tschechien | 5:0 (2:0, 2:0, 1:0) Spielbericht | Schweiz | Arena Zug, Zug Zuschauer: 2.468 |

| Pl. |            | Sp | S | OTS | OTN | N | Tore  | Punkte |
| 1.  | Kanada     | 4  | 4 | 0   | 0   | 0 | 21:11 | 12     |
| 2.  | Finnland   | 4  | 3 | 0   | 0   | 1 | 14:6  | 9      |
| 3.  | Tschechien | 4  | 2 | 0   | 0   | 2 | 12:10 | 6      |
| 4.  | Schweiz    | 4  | 0 | 1   | 0   | 3 | 5:14  | 2      |
| 5.  | Lettland   | 4  | 0 | 0   | 1   | 3 | 10:21 | 1      |

Abkürzungen: Pl. = Platz, Sp = Spiele, S = Siege, OTS = Siege nach Verlängerung (Overtime) oder Penaltyschießen, OTN = Niederlagen nach Verlängerung oder Penaltyschießen, N = Niederlagen

Erläuterungen: Viertelfinalqualifikant, Abstiegsrundenqualifikant

### Abstiegsrunde
Die Relegationsrunde wurde im Modus „Best-of-Three“ ausgetragen. Hierbei trafen der Fünftplatzierte der Gruppe A und der Fünfte der Gruppe B aufeinander. Die Mannschaft, die von maximal drei Spielen zuerst zwei für sich entscheiden konnte, verblieb in der WM-Gruppe, der Verlierer stieg in die Division IA ab.
| 23. April 2015 12:15 Uhr (Ortszeit) | Deutschland | 3:5 (1:3, 0:1, 2:1) Spielbericht Stand: 0:1 | Lettland | Arena Zug, Zug Zuschauer: 276 |

| 24. April 2015 18:00 Uhr | Lettland | 5:3 (0:1, 2:1, 3:1) Spielbericht Stand: 2:0 | Deutschland | Arena Luzern, Luzern Zuschauer: 387 |

### Finalrunde
|  | Viertelfinale | Viertelfinale | Viertelfinale |  |  | Halbfinale | Halbfinale | Halbfinale |  |  | Finale           | Finale           | Finale           |
|  |               |               |               |  |  |            |            |            |  |  |                  |                  |                  |
|  | A1            | Russland      | 0             |  |  |            |            |            |  |  |                  |                  |                  |
|  | B4            | Schweiz       | 5             |  |  |            |            |            |  |  |                  |                  |                  |
|  |               |               |               |  |  | B4         | Schweiz    | 4          |  |  |                  |                  |                  |
|  |               |               |               |  |  | B2         | Finnland   | 5          |  |  |                  |                  |                  |
|  | B2            | Finnland      | 3             |  |  |            |            |            |  |  |                  |                  |                  |
|  | A3            | Slowakei      | 0             |  |  |            |            |            |  |  |                  |                  |                  |
|  |               |               |               |  |  |            |            |            |  |  | B2               | Finnland         | 1                |
|  |               |               |               |  |  |            |            |            |  |  | A2               | USA              | 2                |
|  | B1            | Kanada        | 5             |  |  |            |            |            |  |  |                  |                  |                  |
|  | A4            | Schweden      | 3             |  |  |            |            |            |  |  |                  |                  |                  |
|  |               |               |               |  |  | B1         | Kanada     | 2          |  |  |                  |                  |                  |
|  |               |               |               |  |  | A2         | USA        | 7          |  |  | Spiel um Platz 3 | Spiel um Platz 3 | Spiel um Platz 3 |
|  | A2            | USA           | 7             |  |  |            |            |            |  |  | B4               | Schweiz          | 2                |
|  | B3            | Tschechien    | 2             |  |  |            |            |            |  |  | B1               | Kanada           | 5                |

#### Viertelfinale
| 23. April 2015 14:45 Uhr (Ortszeit) | USA | 7:2 (4:0, 0:1, 3:1) Spielbericht | Tschechien | Arena Luzern, Luzern Zuschauer: 542 |

| 23. April 2015 16:00 Uhr | Kanada | 5:3 (3:1, 1:1, 1:1) Spielbericht | Schweden | Arena Zug, Zug Zuschauer: 1.248 |

| 23. April 2015 18:45 Uhr | Finnland | 3:0 (1:0, 0:0, 2:0) Spielbericht | Slowakei | Arena Luzern, Luzern Zuschauer: 469 |

| 23. April 2015 20:00 Uhr | Russland | 0:5 (0:1, 0:2, 0:2) Spielbericht | Schweiz | Arena Zug, Zug Zuschauer: 2.381 |

#### Halbfinale
| 25. April 2015 15:00 Uhr | Kanada | 2:7 (0:0, 1:2, 1:5) Spielbericht | USA | Arena Zug, Zug Zuschauer: 4.170 |

| 25. April 2015 19:00 Uhr | Finnland | 5:4 n. V. (2:2, 0:0, 2:2, 1:0) Spielbericht | Schweiz | Arena Zug, Zug Zuschauer: 7.015 |

#### Spiel um Platz 3
| 26. April 2015 15:00 Uhr | Schweiz | 2:5 (2:3, 0:2, 0:0) Spielbericht | Kanada | Arena Zug, Zug Zuschauer: 4.718 |

#### Finale
| 26. April 2015 19:00 Uhr | Finnland | 1:2 n. V. (1:0, 0:0, 0:1, 0:1) Spielbericht | USA | Arena Zug, Zug Zuschauer: 4.457 |

### Statistik

#### Beste Scorer
Abkürzungen: Sp = Spiele, T = Tore, V = Assists, Pkt = Punkte, +/− = Plus/Minus, SM = Strafminuten; Fett: Turnierbestwert
| Spieler           | Mannschaft | Sp | T | V  | Pkt | +/− | SM |
| ----------------- | ---------- | -- | - | -- | --- | --- | -- |
| Auston Matthews   | USA        | 7  | 8 | 7  | 15  | +11 | 0  |
| Jeremy Bracco     | USA        | 7  | 3 | 10 | 13  | +10 | 2  |
| Mathew Barzal     | Kanada     | 7  | 3 | 9  | 12  | +2  | 0  |
| Matthew Tkachuk   | USA        | 7  | 2 | 10 | 12  | +10 | 2  |
| Patrik Laine      | Finnland   | 7  | 8 | 3  | 11  | +6  | 0  |
| Jack Roslovic     | USA        | 7  | 6 | 5  | 11  | +11 | 4  |
| Mitchell Stephens | Kanada     | 7  | 5 | 5  | 10  | +1  | 10 |
| Colin White       | USA        | 7  | 6 | 3  | 9   | +8  | 0  |
| Clayton Keller    | USA        | 7  | 4 | 5  | 9   | +7  | 0  |
| Mārtiņš Dzierkals | Lettland   | 6  | 3 | 6  | 9   | +2  | 10 |

#### Beste Torhüter
Abkürzungen: Sp = Spiele, Min = Eiszeit (in Minuten), GT = Gegentore, SO = Shutouts, Sv% = gehaltene Schüsse (in %), GTS = Gegentorschnitt; Fett: Turnierbestwert
| Spieler           | Mannschaft | Sp | Min    | GT | SO | Sv%   | GTS  |
| ----------------- | ---------- | -- | ------ | -- | -- | ----- | ---- |
| Anton Krassotkin  | Russland   | 2  | 120:00 | 4  | 1  | 95,29 | 2,00 |
| Veini Vehviläinen | Finnland   | 7  | 437:12 | 12 | 1  | 94,85 | 1,65 |
| Ilja Samsonow     | Russland   | 3  | 180:00 | 8  | 0  | 93,39 | 2,67 |
| Evan Sarthou      | USA        | 5  | 312:44 | 6  | 1  | 92,68 | 1,15 |
| Adam Húska        | Slowakei   | 5  | 278:39 | 14 | 0  | 91,25 | 3,01 |

### Abschlussplatzierungen
| Pl. | Team        |
| --- | ----------- |
| 1   | USA         |
| 2   | Finnland    |
| 3   | Kanada      |
| 4   | Schweiz     |
| 5   | Russland    |
| 6   | Tschechien  |
| 7   | Slowakei    |
| 8   | Schweden    |
| 9   | Lettland    |
| 10  | Deutschland |

### Titel, Auf- und Abstieg
| Weltmeister USA | Nick Boka, Jeremy Bracco, Christian Fischer, Casey Fitzgerald, Mike Floodstrand, Jordan Greenway, Caleb Jones, Clayton Keller, Chad Krys, Luke Kunin, Joseph Masonius, Auston Matthews, Charlie McAvoy, Luke Opilka, Jake Oettinger, Jack Roslovic, Steven Ruggiero, Evan Sarthou, Troy Terry, Tage Thompson, Matthew Tkachuk, Brendan Warren, Colin White Trainer: Don Granato |

| Silber Finnland | Sebastian Aho, Kasper Björkqvist, Christian Heljanko, Patrik Laine, Otto Leskinen, Jesper Mattila, Julius Mattila, Julius Nättinen, Joonas Niemelä, Markus Niemeläinen, Petrus Palmu, Topi Piipponen, Jesse Puljujärvi, Arttu Ruotsalainen, Aleksi Saarela, Vili Saarijärvi, Robin Salo, Jonne Tammela, Sami Tavernier, Veeti Vainio, Juuso Välimäki, Veini Vehviläinen, Nico Vikstén Trainer: Miika Marttila |

| Bronze Kanada | Mathew Barzal, Ethan Bear, Anthony Beauvillier, Tyler Benson, Guillaume Brisebois, Kyle Capobianco, Thomas Chabot, Evan Cormier, Pierre-Luc Dubois, Glenn Gawdin, Jansen Harkins, Brett Howden, Graham Knott, Nathan Noel, Jérémy Roy, Nicolas Roy, Zach Sawchenko, Deven Sideroff, Tyler Soy, Matthew Spencer, Mitchell Stephens, Parker Wotherspoon Trainer: Tim Hunter |

| Absteiger in die Division IA:   | Deutschland |
| Aufsteiger in die Top-Division: | Dänemark    |

### Auszeichnungen
Spielertrophäen
| Auszeichnung         | Spieler         | Team     |
| -------------------- | --------------- | -------- |
| Wertvollster Spieler | Auston Matthews | USA      |
| Bester Torhüter      | Ilja Samsonow   | Russland |
| Bester Verteidiger   | Vili Saarijärvi | Finnland |
| Bester Stürmer       | Auston Matthews | USA      |

All-Star-Team
| Angriff:      | Patrik Laine – Denis Malgin – Auston Matthews |
| Verteidigung: | Vili Saarijärvi – Jonas Siegenthaler          |
| Tor:          | Veini Vehviläinen                             |

## Division I

### Gruppe A in Debrecen, Ungarn
Das Turnier der Gruppe A wurde vom 12. bis 18. April 2015 im ungarischen Debrecen ausgetragen. Die Spiele fanden in der 6.000 Zuschauer fassenden Főnix Hall statt.
| 12. April 2015 13:00 Uhr (Ortszeit) | Belarus | 3:2 n. V. (0:1, 1:1, 1:0, 1:0) Spielbericht | Norwegen | Főnix Hall, Debrecen Zuschauer: 210 |

| 12. April 2015 16:30 Uhr | Ungarn | 1:9 (1:3, 0:4, 0:2) Spielbericht | Dänemark | Főnix Hall, Debrecen Zuschauer: 560 |

| 12. April 2015 20:00 Uhr | Frankreich | 7:1 (2:0, 3:1, 2:0) Spielbericht | Kasachstan | Főnix Hall, Debrecen Zuschauer: 250 |

| 13. April 2015 16:30 Uhr | Norwegen | 2:3 n. V. (1:0, 0:1, 1:1, 0:1) Spielbericht | Frankreich | Főnix Hall, Debrecen Zuschauer: 185 |

| 13. April 2015 20:00 Uhr | Dänemark | 4:3 n. V. (1:1, 1:2, 1:0, 1:0) Spielbericht | Belarus | Főnix Hall, Debrecen Zuschauer: 150 |

| 14. April 2015 16:30 Uhr | Kasachstan | 6:5 (2:3, 1:1, 3:1) Spielbericht | Ungarn | Főnix Hall, Debrecen Zuschauer: 370 |

| 15. April 2015 13:00 Uhr | Dänemark | 4:1 (1:0, 1:1, 2:0) Spielbericht | Frankreich | Főnix Hall, Debrecen Zuschauer: 190 |

| 15. April 2015 16:30 Uhr | Ungarn | 2:7 (1:0, 1:4, 0:3) Spielbericht | Belarus | Főnix Hall, Debrecen Zuschauer: 430 |

| 15. April 2015 20:00 Uhr | Norwegen | 5:3 (1:1, 1:2, 3:0) Spielbericht | Kasachstan | Főnix Hall, Debrecen Zuschauer: 210 |

| 16. April 2015 16:30 Uhr | Belarus | 4:0 (3:0, 0:0, 1:0) Spielbericht | Frankreich | Főnix Hall, Debrecen Zuschauer: 220 |

| 17. April 2015 13:00 Uhr | Kasachstan | 2:5 (0:3, 1:1, 1:1) Spielbericht | Dänemark | Főnix Hall, Debrecen Zuschauer: 120 |

| 17. April 2015 16:30 Uhr | Norwegen | 4:1 (2:0, 1:1, 1:0) Spielbericht | Ungarn | Főnix Hall, Debrecen Zuschauer: 270 |

| 18. April 2015 13:00 Uhr | Kasachstan | 3:6 (1:2, 1:2, 1:2) Spielbericht | Belarus | Főnix Hall, Debrecen Zuschauer: 100 |

| 18. April 2015 16:25 Uhr | Frankreich | 5:2 (2:0, 2:2, 1:0) Spielbericht | Ungarn | Főnix Hall, Debrecen Zuschauer: 380 |

| 18. April 2015 20:00 Uhr | Dänemark | 2:1 (0:0, 1:1, 1:0) Spielbericht | Norwegen | Főnix Hall, Debrecen Zuschauer: 280 |

| Pl. |            | Sp | S | OTS | OTN | N | Tore  | Punkte |
| 1.  | Dänemark   | 5  | 4 | 1   | 0   | 0 | 24:8  | 14     |
| 2.  | Belarus    | 5  | 3 | 1   | 1   | 0 | 23:11 | 12     |
| 3.  | Frankreich | 5  | 2 | 1   | 0   | 2 | 16:13 | 8      |
| 4.  | Norwegen   | 5  | 2 | 0   | 2   | 1 | 14:12 | 8      |
| 5.  | Kasachstan | 5  | 1 | 0   | 0   | 4 | 15:28 | 3      |
| 6.  | Ungarn     | 5  | 0 | 0   | 0   | 5 | 11:31 | 0      |

Abkürzungen: Pl. = Platz, Sp = Spiele, S = Siege, OTS = Siege nach Verlängerung (Overtime) oder Penaltyschießen, OTN = Niederlagen nach Verlängerung oder Penaltyschießen, N = Niederlagen

Erläuterungen: Aufsteiger in die Top-Division, Absteiger in die Division IB

### Gruppe B in Maribor, Slowenien
Das Turnier der Gruppe B wurde vom 12. bis 18. April 2015 im slowenischen Maribor ausgetragen. Die Spiele fanden in der 3.000 Zuschauer fassenden Ledna dvorana Tabor statt.
| 12. April 2015 13:00 Uhr (Ortszeit) | Japan | 1:5 (0:4, 0:0, 1:1) Spielbericht | Österreich | Ledna dvorana Tabor, Maribor Zuschauer: 347 |

| 12. April 2015 16:30 Uhr | Litauen | 2:3 (1:1, 1:2, 0:0) Spielbericht | Italien | Ledna dvorana Tabor, Maribor Zuschauer: 339 |

| 12. April 2015 20:00 Uhr | Ukraine | 3:5 (0:3, 2:1, 1:1) Spielbericht | Slowenien | Ledna dvorana Tabor, Maribor Zuschauer: 627 |

| 13. April 2015 13:00 Uhr | Italien | 5:6 (2:1, 2:4, 1:1) Spielbericht | Japan | Ledna dvorana Tabor, Maribor Zuschauer: 350 |

| 13. April 2015 16:30 Uhr | Österreich | 3:2 (0:1, 1:1, 2:0) Spielbericht | Ukraine | Ledna dvorana Tabor, Maribor Zuschauer: 389 |

| 13. April 2015 20:00 Uhr | Slowenien | 10:1 (0:0, 3:1, 7:0) Spielbericht | Litauen | Ledna dvorana Tabor, Maribor Zuschauer: 679 |

| 15. April 2015 13:00 Uhr | Italien | 1:3 (1:0, 0:0, 0:3) Spielbericht | Ukraine | Ledna dvorana Tabor, Maribor Zuschauer: 388 |

| 15. April 2015 16:30 Uhr | Litauen | 2:1 (0:0, 1:0, 1:1) Spielbericht | Japan | Ledna dvorana Tabor, Maribor Zuschauer: 390 |

| 15. April 2015 20:00 Uhr | Österreich | 6:1 (2:0, 1:0, 3:1) Spielbericht | Slowenien | Ledna dvorana Tabor, Maribor Zuschauer: 681 |

| 17. April 2015 13:00 Uhr | Österreich | 7:2 (3:1, 1:1, 3:0) Spielbericht | Litauen | Ledna dvorana Tabor, Maribor Zuschauer: 681 |

| 17. April 2015 16:30 Uhr | Japan | 4:1 (2:0, 1:0, 1:1) Spielbericht | Ukraine | Ledna dvorana Tabor, Maribor Zuschauer: 369 |

| 17. April 2015 20:00 Uhr | Slowenien | 8:7 (3:0, 3:3, 2:4) Spielbericht | Italien | Ledna dvorana Tabor, Maribor Zuschauer: 604 |

| 18. April 2015 13:00 Uhr | Ukraine | 4:1 (2:0, 1:0, 1:1) Spielbericht | Litauen | Ledna dvorana Tabor, Maribor Zuschauer: 345 |

| 18. April 2015 16:30 Uhr | Italien | 0:5 (0:3, 0:1, 0:1) Spielbericht | Österreich | Ledna dvorana Tabor, Maribor Zuschauer: 412 |

| 18. April 2015 20:00 Uhr | Slowenien | 3:4 n. P. (1:1, 0:1, 2:1, 0:0, 0:1) Spielbericht | Japan | Ledna dvorana Tabor, Maribor Zuschauer: 575 |

| Pl. |            | Sp | S | OTS | OTN | N | Tore  | Punkte |
| 1.  | Österreich | 5  | 5 | 0   | 0   | 0 | 26:6  | 12     |
| 2.  | Slowenien  | 5  | 3 | 0   | 1   | 1 | 27:21 | 10     |
| 3.  | Japan      | 5  | 2 | 1   | 0   | 2 | 16:16 | 8      |
| 4.  | Ukraine    | 5  | 1 | 0   | 0   | 4 | 13:14 | 6      |
| 5.  | Italien    | 5  | 1 | 0   | 0   | 4 | 17:28 | 3      |
| 6.  | Litauen    | 5  | 1 | 0   | 0   | 4 | 7:21  | 3      |

Abkürzungen: Pl. = Platz, Sp = Spiele, S = Siege, OTS = Siege nach Verlängerung (Overtime) oder Penaltyschießen, OTN = Niederlagen nach Verlängerung oder Penaltyschießen, N = Niederlagen

Erläuterungen: Aufsteiger in die Division IA, Absteiger in die Division IIA

### Auf- und Abstieg
| Absteiger in die Division IA:   | Deutschland |
| Aufsteiger in die Top-Division: | Dänemark    |
| Absteiger in die Division IB:   | Ungarn      |
| Aufsteiger in die Division IA:  | Österreich  |
| Absteiger in die Division IIA:  | Litauen     |
| Aufsteiger in die Division IB:  | Südkorea    |

## Division II

### Gruppe A in Tallinn, Estland
Das Turnier der Gruppe A wurde vom 22. bis 28. März 2015 in der estnischen Hauptstadt Tallinn ausgetragen. Die Spiele fanden in der 5.840 Zuschauer fassenden Tondiraba jäähall statt.
| 22. März 2015 13:00 Uhr (Ortszeit) | Kroatien | 1:2 (1:1, 0:1, 0:0) Spielbericht | Polen | Tondiraba jäähall, Tallinn Zuschauer: 164 |

| 22. März 2015 16:30 Uhr | Südkorea | 4:2 (1:0, 2:0, 1:2) Spielbericht | Großbritannien | Tondiraba jäähall, Tallinn Zuschauer: 247 |

| 22. März 2015 20:00 Uhr | Estland | 4:5 n. V. (2:2, 1:0, 1:2, 0:1) Spielbericht | Niederlande | Tondiraba jäähall, Tallinn Zuschauer: 527 |

| 23. März 2015 13:00 Uhr | Südkorea | 7:0 (2:0, 4:0, 1:0) Spielbericht | Kroatien | Tondiraba jäähall, Tallinn Zuschauer: 211 |

| 23. März 2015 16:30 Uhr | Polen | 6:3 (0:1, 1:1, 4:1) Spielbericht | Niederlande | Tondiraba jäähall, Tallinn Zuschauer: 137 |

| 23. März 2015 20:00 Uhr | Großbritannien | 4:1 (2:1, 1:0, 1:0) Spielbericht | Estland | Tondiraba jäähall, Tallinn Zuschauer: 647 |

| 25. März 2015 13:00 Uhr | Polen | 4:1 (1:0, 0:1, 3:0) Spielbericht | Großbritannien | Tondiraba jäähall, Tallinn Zuschauer: 162 |

| 25. März 2015 16:30 Uhr | Kroatien | 2:4 (1:0, 0:0, 1:4) Spielbericht | Niederlande | Tondiraba jäähall, Tallinn Zuschauer: 247 |

| 25. März 2015 20:00 Uhr | Südkorea | 7:1 (2:1, 5:0, 0:0) Spielbericht | Estland | Tondiraba jäähall, Tallinn Zuschauer: 552 |

| 27. März 2015 13:00 Uhr | Niederlande | 3:6 (1:2, 0:3, 2:1) Spielbericht | Südkorea | Tondiraba jäähall, Tallinn Zuschauer: 197 |

| 27. März 2015 16:30 Uhr | Großbritannien | 7:1 (4:0, 2:1, 1:0) Spielbericht | Kroatien | Tondiraba jäähall, Tallinn Zuschauer: 247 |

| 27. März 2015 20:00 Uhr | Estland | 1:5 (0:1, 0:1, 1:3) Spielbericht | Polen | Tondiraba jäähall, Tallinn Zuschauer: 523 |

| 28. März 2015 13:00 Uhr | Niederlande | 3:4 n. P. (1:1, 1:1, 1:1, 0:0, 0:1) Spielbericht | Großbritannien | Tondiraba jäähall, Tallinn Zuschauer: 153 |

| 28. März 2015 16:30 Uhr | Polen | 1:4 (0:1, 1:2, 0:1) Spielbericht | Südkorea | Tondiraba jäähall, Tallinn Zuschauer: 369 |

| 28. März 2015 20:00 Uhr | Kroatien | 5:4 (2:1, 1:2, 2:1) Spielbericht | Estland | Tondiraba jäähall, Tallinn Zuschauer: 801 |

| Pl. |                | Sp | S | OTS | OTN | N | Tore  | Punkte |
| 1.  | Südkorea       | 5  | 5 | 0   | 0   | 0 | 28:7  | 15     |
| 2.  | Polen          | 5  | 4 | 0   | 0   | 1 | 18:10 | 12     |
| 3.  | Großbritannien | 5  | 2 | 1   | 0   | 2 | 18:13 | 8      |
| 4.  | Niederlande    | 5  | 1 | 1   | 1   | 2 | 18:22 | 6      |
| 5.  | Kroatien       | 5  | 1 | 0   | 0   | 4 | 9:24  | 3      |
| 6.  | Estland        | 5  | 0 | 0   | 1   | 4 | 11:26 | 1      |

Abkürzungen: Pl. = Platz, Sp = Spiele, S = Siege, OTS = Siege nach Verlängerung (Overtime) oder Penaltyschießen, OTN = Niederlagen nach Verlängerung oder Penaltyschießen, N = Niederlagen

Erläuterungen: Aufsteiger in die Division IB, Absteiger in die Division IIB

### Gruppe B in Novi Sad, Serbien
Das Turnier der Gruppe B wurde zwischen dem 15. und 23. März 2015 im serbischen Novi Sad ausgetragen. Die Spiele fanden in der 1.623 Zuschauer fassenden Ledena dvorana SPENS statt.
| 15. März 2015 13:00 Uhr (Ortszeit) | Australien | 2:3 n. V. (1:0, 1:2, 0:0, 0:1) Spielbericht | Belgien | Ledena dvorana SPENS, Novi Sad Zuschauer: 66 |

| 15. März 2015 16:30 Uhr | Spanien | 3:1 (1:0, 2:1, 0:0) Spielbericht | Volksrepublik China | Ledena dvorana SPENS, Novi Sad Zuschauer: 48 |

| 15. März 2015 20:30 Uhr | Serbien | 3:4 (1:2, 2:0, 0:2) Spielbericht | Rumänien | Ledena dvorana SPENS, Novi Sad Zuschauer: 242 |

| 17. März 2015 13:00 Uhr | Volksrepublik China | 8:1 (3:0, 1:0, 4:1) Spielbericht | Australien | Ledena dvorana SPENS, Novi Sad Zuschauer: 46 |

| 17. März 2015 16:30 Uhr | Rumänien | 10:1 (4:0, 3:0, 3:1) Spielbericht | Belgien | Ledena dvorana SPENS, Novi Sad Zuschauer: 20 |

| 17. März 2015 20:00 Uhr | Spanien | 2:0 (0:0, 1:0, 0:0) Spielbericht | Serbien | Ledena dvorana SPENS, Novi Sad Zuschauer: 208 |

| 19. März 2015 13:00 Uhr | Rumänien | 10:2 (0:1, 5:1, 5:0) Spielbericht | Volksrepublik China | Ledena dvorana SPENS, Novi Sad Zuschauer: 49 |

| 19. März 2015 16:30 Uhr | Spanien | 14:4 (4:1, 4:1, 6:2) Spielbericht | Australien | Ledena dvorana SPENS, Novi Sad Zuschauer: 82 |

| 19. März 2015 20:00 Uhr | Serbien | 6:5 (3:0, 2:3, 1:2) Spielbericht | Belgien | Ledena dvorana SPENS, Novi Sad Zuschauer: 346 |

| 21. März 2015 13:00 Uhr | Belgien | 4:6 (1:3, 0:1, 3:2) Spielbericht | Spanien | Ledena dvorana SPENS, Novi Sad Zuschauer: 44 |

| 21. März 2015 16:30 Uhr | Australien | 3:18 (1:9, 0:5, 2:4) Spielbericht | Rumänien | Ledena dvorana SPENS, Novi Sad Zuschauer: 39 |

| 21. März 2015 20:00 Uhr | Volksrepublik China | 1:6 (0:2, 1:2, 0:2) Spielbericht | Serbien | Ledena dvorana SPENS, Novi Sad Zuschauer: 397 |

| 23. März 2015 13:00 Uhr | Rumänien | 4:3 n. V. (0:1, 1:0, 2:2, 1:0) Spielbericht | Spanien | Ledena dvorana SPENS, Novi Sad Zuschauer: 19 |

| 23. März 2015 16:30 Uhr | Belgien | 7:2 (4:0, 1:1, 2:1) Spielbericht | Volksrepublik China | Ledena dvorana SPENS, Novi Sad Zuschauer: 56 |

| 23. März 2015 20:00 Uhr | Serbien | 6:1 (0:0, 3:0, 3:1) Spielbericht | Australien | Ledena dvorana SPENS, Novi Sad Zuschauer: 557 |

| Pl. |                     | Sp | S | OTS | OTN | N | Tore  | Punkte |
| 1.  | Rumänien            | 5  | 4 | 1   | 0   | 0 | 46:12 | 14     |
| 2.  | Spanien             | 5  | 4 | 0   | 1   | 0 | 28:13 | 13     |
| 3.  | Serbien             | 5  | 3 | 0   | 0   | 2 | 21:13 | 9      |
| 4.  | Belgien             | 5  | 1 | 1   | 0   | 3 | 20:26 | 5      |
| 5.  | Volksrepublik China | 5  | 1 | 0   | 0   | 4 | 14:27 | 3      |
| 6.  | Australien          | 5  | 0 | 0   | 1   | 4 | 11:49 | 1      |

Abkürzungen: Pl. = Platz, Sp = Spiele, S = Siege, OTS = Siege nach Verlängerung (Overtime) oder Penaltyschießen, OTN = Niederlagen nach Verlängerung oder Penaltyschießen, N = Niederlagen

Erläuterungen: Aufsteiger in die Division IIA, Absteiger in die Division IIIA

### Auf- und Abstieg
| Absteiger in die Division IIA:  | Litauen    |
| Aufsteiger in die Division IB:  | Südkorea   |
| Absteiger in die Division IIB:  | Estland    |
| Aufsteiger in die Division IIA: | Rumänien   |
| Absteiger in die Division IIIA: | Australien |
| Aufsteiger in die Division IIB: | Island     |

## Division III

### Gruppe A in Taipeh, Republik China (Taiwan)
Das Turnier der Gruppe A wird vom 22. bis 28. März 2015 in Taipeh, der Hauptstadt der Republik China auf Taiwan ausgetragen. Die Spiele finden im 800 Zuschauer fassenden Annex Ice Rink statt.
| 22. März 2015 13:00 Uhr (Ortszeit) | 22. März 2015 6:00 Uhr (MEZ) | Israel | 1:2 n. V. (0:0, 0:1, 1:0, 0:1) Spielbericht | Mexiko | Annex Ice Rink, Taipeh Zuschauer: 252 |

| 22. März 2015 16:30 Uhr | 22. März 2015 9:30 Uhr | Südafrika | 0:5 (0:0, 0:2, 0:3) Spielbericht | Bulgarien | Annex Ice Rink, Taipeh Zuschauer: 189 |

| 22. März 2015 20:00 Uhr | 22. März 2015 13:00 Uhr | Republik China (Taiwan) | 1:3 (0:1, 0:1, 1:1) Spielbericht | Island | Annex Ice Rink, Taipeh Zuschauer: 672 |

| 23. März 2015 13:00 Uhr | 23. März 2015 6:00 Uhr | Island | 5:4 n. P. (3:3, 0:1, 1:0, 0:0, 1:0) Spielbericht | Bulgarien | Annex Ice Rink, Taipeh Zuschauer: 121 |

| 23. März 2015 16:30 Uhr | 23. März 2015 9:30 Uhr | Mexiko | 8:1 (5:0, 2:1, 1:0) Spielbericht | Südafrika | Annex Ice Rink, Taipeh Zuschauer: 154 |

| 23. März 2015 20:00 Uhr | 23. März 2015 13:00 Uhr | Israel | 6:8 (2:2, 3:2, 1:4) Spielbericht | Republik China (Taiwan) | Annex Ice Rink, Taipeh Zuschauer: 456 |

| 25. März 2015 13:00 Uhr | 25. März 2015 6:00 Uhr | Israel | 5:2 (3:0, 1:2, 1:0) Spielbericht | Südafrika | Annex Ice Rink, Taipeh Zuschauer: 125 |

| 25. März 2015 16:30 Uhr | 25. März 2015 9:30 Uhr | Island | 3:2 n. V. (0:1, 1:1, 1:0, 0:0, 1:0) Spielbericht | Mexiko | Annex Ice Rink, Taipeh Zuschauer: 232 |

| 25. März 2015 20:00 Uhr | 25. März 2015 13:00 Uhr | Republik China (Taiwan) | 3:4 (0:0, 2:3, 1:1) Spielbericht | Bulgarien | Annex Ice Rink, Taipeh Zuschauer: 612 |

| 26. März 2015 13:00 Uhr | 26. März 2015 6:00 Uhr | Südafrika | 4:5 (2:2, 1:0, 1:3) Spielbericht | Island | Annex Ice Rink, Taipeh Zuschauer: 82 |

| 26. März 2015 16:30 Uhr | 26. März 2015 9:30 Uhr | Bulgarien | 0:2 (0:1, 0:0, 0:1) Spielbericht | Israel | Annex Ice Rink, Taipeh Zuschauer: 102 |

| 26. März 2015 20:00 Uhr | 26. März 2015 13:00 Uhr | Mexiko | 3:4 n. V. (0:2, 1:1, 2:0, 0:1) Spielbericht | Republik China (Taiwan) | Annex Ice Rink, Taipeh Zuschauer: 513 |

| 28. März 2015 13:00 Uhr | 28. März 2015 6:00 Uhr | Bulgarien | 1:2 n. P. (0:0, 1:0, 0:1, 0:0, 0:1) Spielbericht | Mexiko | Annex Ice Rink, Taipeh Zuschauer: 278 |

| 28. März 2015 16:30 Uhr | 28. März 2015 9:30 Uhr | Island | 3:2 (2:0, 1:2, 0:0) Spielbericht | Israel | Annex Ice Rink, Taipeh Zuschauer: 359 |

| 28. März 2015 20:00 Uhr | 28. März 2015 13:00 Uhr | Republik China (Taiwan) | 12:0 (2:0, 3:0, 7:0) Spielbericht | Südafrika | Annex Ice Rink, Taipeh Zuschauer: 794 |

| Pl. |                         | Sp | S | OTS | OTN | N | Tore  | Punkte |
| 1.  | Island                  | 5  | 3 | 2   | 0   | 0 | 19:13 | 13     |
| 2.  | Mexiko                  | 5  | 1 | 2   | 2   | 0 | 17:10 | 9      |
| 3.  | Republik China (Taiwan) | 5  | 2 | 1   | 0   | 2 | 28:16 | 8      |
| 4.  | Bulgarien               | 5  | 2 | 0   | 2   | 1 | 14:12 | 8      |
| 5.  | Israel                  | 5  | 2 | 0   | 1   | 2 | 16:15 | 7      |
| 6.  | Südafrika               | 5  | 0 | 0   | 0   | 5 | 7:35  | 0      |

Abkürzungen: Pl. = Platz, Sp = Spiele, S = Siege, OTS = Siege nach Verlängerung (Overtime) oder Penaltyschießen, OTN = Niederlagen nach Verlängerung oder Penaltyschießen, N = Niederlagen

Erläuterungen: Aufsteiger in die Division IIB, Absteiger in die Division IIIB

### Gruppe B in Auckland, Neuseeland
Das Turnier der Gruppe B wurde vom 17. bis 19. März 2015 im neuseeländischen Auckland ausgetragen. Die Spiele fanden im 400 Zuschauer fassenden Paradice Botany statt.
| 17. März 2015 19:15 Uhr (Ortszeit) | 17. März 2015 7:15 Uhr (MEZ) | Hongkong | 5:8 (1:3, 2:1, 2:4) Spielbericht | Neuseeland | Paradice Botany, Auckland Zuschauer: 500 |

| 18. März 2015 19:00 Uhr | 18. März 2015 7:00 Uhr | Türkei | 9:1 (3:0, 5:0, 1:1) Spielbericht | Hongkong | Paradice Botany, Auckland Zuschauer: 200 |

| 19. März 2015 19:00 Uhr | 19. März 2015 7:00 Uhr | Neuseeland | 4:5 (1:2, 1:1, 2:2) Spielbericht | Türkei | Paradice Botany, Auckland Zuschauer: 700 |

| Pl. |            | Sp | S | OTS | OTN | N | Tore  | Punkte |
| 1.  | Türkei     | 2  | 2 | 0   | 0   | 0 | 14:5  | 6      |
| 2.  | Neuseeland | 2  | 1 | 0   | 0   | 1 | 12:10 | 3      |
| 3.  | Hongkong   | 2  | 0 | 0   | 0   | 2 | 6:17  | 0      |

Abkürzungen: Pl. = Platz, Sp = Spiele, S = Siege, OTS = Siege nach Verlängerung (Overtime) oder Penaltyschießen, OTN = Niederlagen nach Verlängerung oder Penaltyschießen, N = Niederlagen

Erläuterungen: Aufsteiger in die Division IIIA

### Auf- und Abstieg
| Absteiger in die Division IIIA:  | Australien |
| Aufsteiger in die Division IIB:  | Island     |
| Absteiger in die Division IIIB:  | Südafrika  |
| Aufsteiger in die Division IIIA: | Türkei     |